# Йоджу
Йоджу (кор. 여주시?, 驪州市?, Yeoju-si) — город (статус города получен в сентябре 2013 года) в провинции Кёнгидо, Южная Корея. Наряду с городом Ичхоном считается одним из центров корейской керамической промышленности. В 1469 году в Йоджу была перенесена гробница одного из самых известных ванов династии Чосон, Седжона Великого.

## История
Человеческие поселения существовали на территории Йоджу начиная с бронзового века. В эпоху Трёх корейских государств территория, на которой находится современный Йоджу, принадлежала государству Когурё и была поделена между районами Кольнэгын (Кольнэгынхён) и Сульчхон (Сульчхонгун). После объединения трёх государств они были переименованы в Хванхё и Кичхон соответственно. Это произошло в 757 году.
В эпоху династии Корё, в 940 году Хванхё был переименован в Хваннё, а в 995 году Кильчхон был переименован в Чхоннён. Хваннё в 1257 году получил название Йонъи и в 1305 году получил статус уезда (кун) и новое имя Йохын. В 1388 году он стал районом (бу) под старым названием Хваннё, однако уже через год, в 1388 году снова стал уездом под названием Йохын.
В эпоху династии Чосон, в 1413 году Йохын (к тому времени опять получивший название Хваннё) и Чхоннён снова получили новый административный статус, на этот раз бу и хён соответственно. Современное название Йоджу было присвоено объединившимся Йохыну и Чхоннёну в 1469 году. Йоджу получил административный статус мок. В 1895 году Йоджу получил статус уезда (гун).

## География
Уезд находится в восточной части провинции Кёнгидо. Местность преимущественно горная. На востоке граничит с провинцией Канвондо, на юге и западе с Ичхоном, на севере — с Янпхёном.

## Туризм и достопримечательности
- Буддийский храм Силлыкса. Первые постройки на территории храма относятся к эпохе Объединённого Силла, поздняя реконструкци XIV века сделала Силлыкса одним из самых крупных буддийских храмов региона. В 1977 году храм был реконструирован и сейчас является одной из туристических достопримечательностей уезда.[3]
- Крепость Пасасон. Периметр крепостной стены насчитывает 943 метра, высота стен до 1,4 метра до 6,25 метров. До наших дней сохранились две угловые башни. Заложена крепость в эпоху Трёх корейских государств, расширена и укреплена в XVI веке во время Имджинской войны. Крепость включена в список Исторических мест Кореи под номером 251[4].
- Мавзолей вана Седжона. Седжон считается одним из крупнейших исторических деятелей Кореи эпохи Чосон, также ему приписывается создание корейского алфавита. Изначально гробница Седжона находилась в Сеуле, затем была перенесена в Йоджу. Недалеко находится музей Седжона Великого. В 1970 году мавзолей был включён в список исторических мест Кореи.[5]
- Музей керамики. Йоджу считается одним из центров корейской керамики, поэтому здесь расположен крупный музей, посвящённый керамике. Количество экспонатов — более 3 тысяч. В музее проводятся семинары по изготовлению керамических изделий.[6]
- Буддийский музей в Йоджу — представляет собой экспозицию различных предметов, связанных с буддизмом, включая картины, скульптуры, атрибуты буддийских ритуалов. Во дворе музея находятся несколько пагод и беседок в стиле буддийской архитектуры.[7]

## Образование
В Йоджу расположено одно высшее учебное заведение — Технологический Университет Йоджу.

## Символы
Как и остальные города и уезды Южной Кореи, Йоджу имеет ряд символов:
- Дерево: гингко — символизирует процветание.
- Цветок: форзиция — является символом весны и доброты.
- Птица: белая цапля — символизирует долголетие и трудолюбие.
- Маскоты: весёлые кувшинчики Чхондори и Пэктори, символизирующие развитую керамическую промышленность уезда.